# Dehéries
Dehéries is een gemeente in het Franse Noorderdepartement (regio Hauts-de-France) en telt 43 inwoners (2009). De plaats maakt deel uit van het arrondissement Cambrai.

## Geografie
De oppervlakte van Dehéries bedraagt 1,8 km², de bevolkingsdichtheid is dus 23,9 inwoners per km².
De onderstaande kaart toont de ligging van Dehéries met de belangrijkste infrastructuur en aangrenzende gemeenten.

## Demografie
Onderstaande figuur toont het verloop van het inwonertal (bron: INSEE-tellingen).